# Court Tomb von Creggandevesky

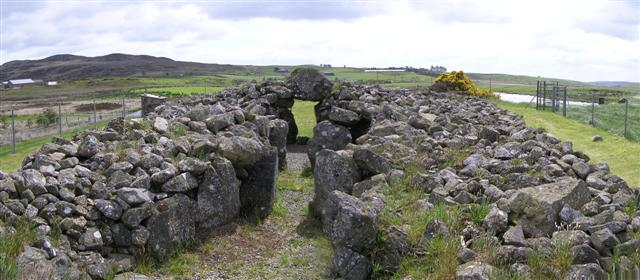
Creggandevesky

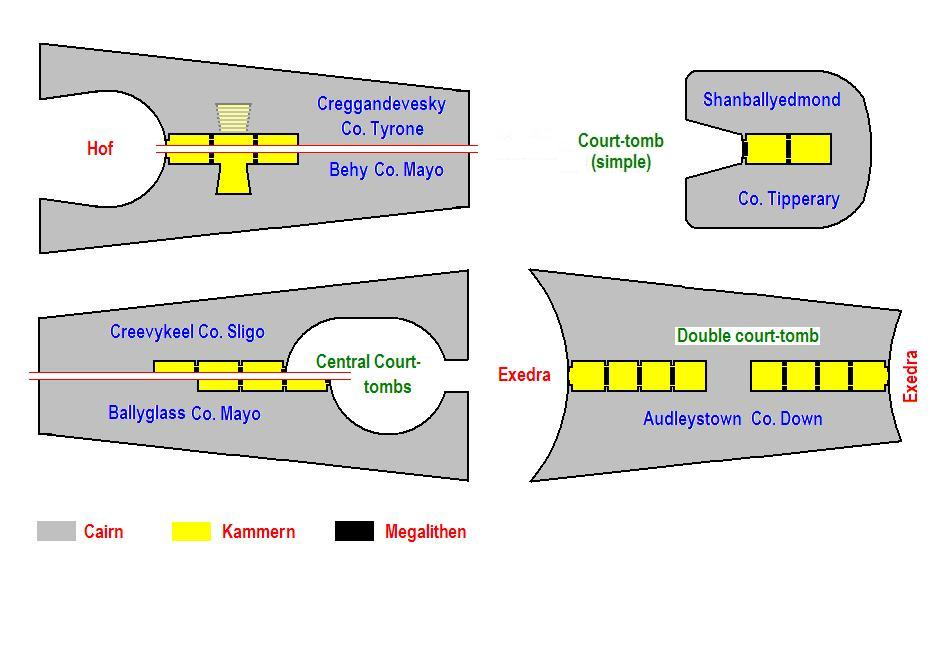
Formen von Court Tombs - Creggandevesky oben links

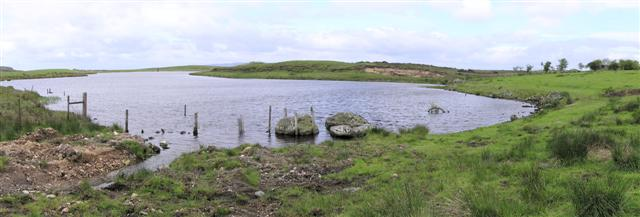
Der Lough Mallon bei Creggandevesky

Das Court Tomb von Creggandevesky (auch Creggandeveskey, irisch Creag an Dubhuisce, deutsch „Der Fels am schwarzen Wasser“) ist eine Megalithanlage vom Typ Court Tomb. Sie entstand etwa 3500 v. Chr. auf einem Hügel am nordwestlichen Ende des Lough Mallon (See) und liegt etwa 1,5 km südwestlich der Kreuzung der Loughmallon mit der Camlough Road; etwa vier Kilometer nordöstlich von Carrickmore im County Tyrone in Nordirland. Der Begriff Court Tomb wurde 1960 von dem irischen Archäologen Ruaidhrí de Valera eingeführt. 
Court Tombs gehören zu den megalithischen Kammergräbern (englisch Chambered tombs) Irlands. Die etwa 400 erhaltenen, bis zu 60 m langen Anlagen, liegen ausschließlich in der Nordhälfte der Insel. Die Anlagen dieses Typs haben entweder einen zentral gelegenen oder, wie bei Creggandevesky, einen außen liegenden Hof (englisch court). Die Strukturen liegen in einem Steinhügel, dessen Ränder von Trockenmauerwerk begrenzt sind. Wegen der u-förmigen oder zangenartigen Einfassung des Vorhofs durch Mauerwerk – wie bei Creggandevesky – werden sie auch als Horned Cairns bezeichnet („gehörnte Cairns“) bzw. Lobster Cairns („Hummer-Cairns“). 

## Ausgrabungen
Das Court Tomb von Creggandevesky wurde bei der Erkundung eines niedrigen Hügels entdeckt, auf dem drei bemooste Felsblöcke lagen. Ende der 1970er Jahre plante man, das gesamte unter einer dicken Torfschicht liegende Gebiet landwirtschaftlich zu rekultivieren. Als man entdeckte, dass es sich bei dem Hügel um eine neolithische Grabanlage handelte, wurde eine Notgrabung durchgeführt. Nach Entfernung des angewehten Bodens zeigte sich ein trapezoider Cairn aus Granitgestein mit einer zentralen Galerie, bestehend aus drei axialen Kammern. Der Cairn war so gut erhalten, dass zwischen 1979 und 1982 von Claire Foley vier saisonale Ausgrabungen durchgeführt wurden.

## Beschreibung
Der trapezförmige Cairn ist 18 m lang und verjüngt sich von 13 m am breiteren Ende auf etwa 6,5 m am nordwestlichen. Der Steinhügel ist wenig abgetragen und etwa 1,75 m hoch. Der U-förmige Hof ist etwa 5,6 m breit und fünf Meter tief. Die Steinhöhe der Exedra nimmt in Richtung des auf der Achse gelegenen Zugangs in der Höhe zu und ist in der „Posten und Platten“-Technik aus Steinpfosten und Zwischenmauerwerk gebaut.
Über dem nach Südosten orientierten Zugang zur Galerie ist der Türsturz erhalten. Der massive Stein war einer der drei bemoosten Felsen, die über die Torfschicht ragten. Alle Decksteine der drei Kammern sind nach innen verstürzt. Sie waren noch mit einer Anzahl kleinerer Steine bedeckt, die im mittleren Bereich des Cairns zu einer Höhe von zwei bis drei Metern geführt haben könnte. Der zu den Seiten hin abfallende Cairn fällt auch zum Ende hin ab. Damit wurde bereits bei der Planung die geringste Menge an Material angestrebt.
Ein kleiner Stein im Boden des Zugangs ist wahrscheinlich der originale Schwellenstein. Er ist der einzige basale Trennstein innerhalb der Galerie. Die etwa zehn Meter lange Galerie hat drei, durch je zwei seitliche Pfosten unterteilte asymmetrisch gelegene Kammern. Die erste und zweite Kammer sind beiderseits des Durchgangs nicht annähernd gleich breit. Die erste Kammer weitet sich zur Westseite hin wesentlich mehr als zur Ostseite, in der zweiten Kammer ist dieses Verhältnis noch ausgeprägter. Die vordere Kammer ist im Grundriss eiförmig, die zweite ist vorne breit und verjüngt sich in Richtung Ende. Wegen fehlender Steine kann die Form der dritten, wahrscheinlich rechteckigen Kammer, nur vermutet werden. Ihr Endstein und einige Steine der Ostseite fehlen. Entweder wurde die Kammer nicht fertiggestellt oder mit Trockenmauerwerk ergänzt. Dass sie bereits in der Vorzeit, jedenfalls bevor die Anlage vom Torf bedeckt wurde, ihrer Steine beraubt wurde, ist angesichts der Lage der Kammer mitten im Hügel, nicht anzunehmen.

## Funde
In den Kammern wurden die eingeäscherten Knochen von 21 Menschen gefunden. Dies ist die höchste Anzahl in einem Court Tomb, das üblicherweise nur die Knochen von zwei oder drei Personen enthält. Die identifizierbaren Überreste stammen von sieben Frauen und fünf Männern. Die meisten Knochen wurden in der ersten Kammer gefunden, einige in Kammer 3. 
Kammer 2 enthielt keine Knochen aber eine Fülle von Beigaben. Rundbodige Keramik, ein Messer, Pfeilspitzen, eine Speerspitze, Schaber aus Feuerstein und eine Halskette aus 112 Steinperlen. Wenn die Bestattungen in Kammer 2 keine Feuerbestattungen waren, so überstanden diese die sauren Bodenbedingungen nicht. Es könnten also noch mehr Menschen in dem Cairn bestattet worden sein. In der Anlage von Audleystown, County Down, wurden die Überreste von 33 Menschen gefunden, dort wurden doppelt so viele Körperbestattungen wie Feuerbestattungen gezählt. Es ist daher unwahrscheinlich, dass die mittlere Kammer nur als Beigabendepot diente. In der hinteren Kammer fand sich eine blattförmige Pfeilspitze aus Feuerstein.
Die Reste einer Feuerstelle und ein paar verbrannte Knochen wurden in der Mitte des Hofes entdeckt. Die Grabbeigaben und die Radiokarbondatierung der Knochen deuten auf eine etwa 100-jährige neolithische Nutzung der Anlage um 3500 v. Chr. hin.

## Ackerbau
Der Bau von Creggandevesky fällt ins ausgehende Atlantikum, einem Klimaoptimum des Holozäns. Landwirtschaft war in dem 200 m über dem Meeresspiegel liegenden Gebiet, in dem die Anlage liegt, noch möglich. Im Court Tomb von Creggandevesky wurde ein Stück Keramik mit dem Abdruck eines Gerstenkorns aus dieser Zeit gefunden. Der ebenfalls aus dem Neolithikum stammende Wohnplatz bei Ballynagilly wurde Mitte der 1960er Jahre bei Cookstown, einer Nachbargemeinde von Carrickmore, ausgegraben. Die Ergebnisse der Pollenanalyse auf diesem Grundstück wiesen auf Brandrodung für den Ackerbau hin. Im aufkommenden Subboreal fielen die Temperaturen, der Grundwasserspiegel stieg und die Felder vermoorten, so dass die Bauern gezwungen waren, die Region zu verlassen.

## Schutz
Creggandevesky wird in der Literatur über den Schutz archäologischer Fundstätten oft als Beispiel genannt. Im Zuge der Rekultivierung der Moorflächen für die Landwirtschaft hätte der Hügel, unter dem sich die Anlage befindet zur Gänze abgetragen werden sollen. Erst als eine Notgrabung die Bedeutung der unter dem Torf gut erhaltenen Grabstätte offenbarte, wurde der Plan aufgegeben und das Gebiet unter Schutz gestellt.
Im Umkreis von 15 Kilometern findet man in dieser Gegend zehn weitere Court Tombs. 
In der Nähe liegt der Steinkreis von Cregganconroe und das Wedge Tomb von Creggandevesky.